# Paripochira
Paripochira es un género de escarabajos longicornios de la tribu Acanthocinini.

## Especies
- Paripochira excavatipennis Breuning, 1957
- Paripochira griseosignata Breuning, 1957